# Metopius pusillus
Metopius pusillus là một loài tò vò trong họ Ichneumonidae.